# NDUFS8
NDUFS8 (англ. NADH:ubiquinone oxidoreductase core subunit S8) – білок, який кодується однойменним геном, розташованим у людей на короткому плечі 11-ї хромосоми. Довжина поліпептидного ланцюга білка становить 210 амінокислот, а молекулярна маса — 23 705.
| 10         |  | 20         |  | 30         |  | 40         |  | 50         |
| ---------- |  | ---------- |  | ---------- |  | ---------- |  | ---------- |
| MRCLTTPMLL |  | RALAQAARAG |  | PPGGRSLHSS |  | AVAATYKYVN |  | MQDPEMDMKS |
| VTDRAARTLL |  | WTELFRGLGM |  | TLSYLFREPA |  | TINYPFEKGP |  | LSPRFRGEHA |
| LRRYPSGEER |  | CIACKLCEAI |  | CPAQAITIEA |  | EPRADGSRRT |  | TRYDIDMTKC |
| IYCGFCQEAC |  | PVDAIVEGPN |  | FEFSTETHEE |  | LLYNKEKLLN |  | NGDKWEAEIA |
| ANIQADYLYR |  |            |  |            |  |            |  |            |

A: Аланін

C: Цистеїн

D: Аспарагінова кислота

E: Глутамінова кислота

F: Фенілаланін

G: Гліцин

H: Гістидин

I: Ізолейцин

K: Лізин

L: Лейцин

M: Метіонін

N: Аспарагін

P: Пролін

Q: Глутамін

R: Аргінін

S: Серин

T: Треонін

V: Валін

W: Триптофан

Кодований геном білок за функцією належить до оксидоредуктаз. 
Задіяний у таких біологічних процесах, як транспорт, транспорт електронів, дихальний ланцюг. 
Білок має сайт для зв'язування з НАД, іонами металів, іоном заліза, групою 4Fe-4S, залізо-сірчаною групою, убіхіноном. 
Локалізований у мітохондрії.